# خرافات يابانية
الخرافات اليابانية جذورها متشعبة في الثقافة والتاريخ الياباني والشعب الياباني باكمله. فالمعتقدات الخرافية مشهورةٌ في اليابان واغلبها لها جذورها عبر التاريخ الياباني. عدد من الخرافات اليابانية متأصلة بالعادات والثقافة اليابانية إما لتعليم درس أو حكمة ما.
بعض الخرافات المشهورة في اليابان تم جلبها من ثقافات أخرى. التشاؤم بحظ سيئ لرؤية قط اسود يعبر طريق أحدهم هو أحد الامثلة المشهورة والملاحظة هناك. اليابانيون أيضاً يتشاركون الخرافات مع ثقافات آسيوية أخرى، بالتحديد مع الصينيين، الذين يشاركونهم روابط عميقة تاريخياً وثقافياً. التشاؤم من الرقم "اربعة" أمر مشهور في اليابان لان الرقم "أربعة” لديهم يملك نفس الصوت عند نطقه لكلمة “موت”.
شق كبير من الخرافات اليابانية مُتعلق باللغة. فالاعداد والاشياء التي تملك أسماءً لها نطق مُشابه لنطق الكلمة “موت” و الكلمة “معاناة” تعتبر عموما كلمات تجلب الحظ السيئ. خرافات أخرى متعلقه بالمعني الحرفي للكلمات وشق كبير آخر من الخرافات اليابانية يملك جذوراً من الوثنية اليابانية القديمة وثقافة الإحياء و اشياء متعلقة بالاشياء الحية والطبيعية التي تملك بعض القدرات والارواح. لهذا كثير من الخرافات اليابانية تتعلق بالايمان بالحيوانات والتصور المتعلق بالحيوانات الذي يجلب إما ثروة أو خسارة.